# Marius Helle
Marius Helle (Stavanger, 11 agosto 1983) è un ex calciatore norvegese, di ruolo attaccante.

## Carriera

### Club

#### Gli inizi
Helle ha cominciato la carriera con la maglia dell'Ålgård. È passato poi al Bryne nel calciomercato estivo 2006, debuttatndo in 1. divisjon in data 23 agosto: ha sostituito infatti Håvard Sakariassen nel successo per 4-2 sul Follo. Il 17 settembre ha realizzato il primo gol per la nuova squadra, nel successo per 2-3 in casa del Bodø/Glimt.

#### Stabæk
Il 20 agosto 2010 è stato ufficializzato il suo trasferimento allo Stabæk. Ha esordito nell'Eliteserien in data 22 agosto, subentrando a Jørgen Skjelvik nel successo per 0-4 in casa dell'Hønefoss: nello stesso match, ha segnato il suo primo gol nella massima divisione norvegese. Rimasto in squadra sino al termine di quella stessa stagione, ha disputato 7 partite con 2 reti all'attivo.

#### Il ritorno al Bryne
In vista del campionato 2011, Helle ha fatto ritorno al Bryne. È tornato a vestire la casacca di questa squadra in data 3 aprile, schierato titolare nel successo esterno per 0-1 contro il Sandnes Ulf. Il 10 aprile è invece tornato al gol, siglando una rete nel 7-0 inflitto al Randaberg. È rimasto in squadra fino al mese di agosto 2012, totalizzando 47 presenze e 13 reti tra campionato e coppa in questo arco di tempo.

#### Sandnes Ulf
L'8 agosto 2012 è stato reso noto il suo trasferimento al Sandnes Ulf. Ha esordito in squadra il 12 agosto, schierato titolare nella sconfitta per 2-1 arrivata sul campo dello Stabæk.. Il 26 settembre successivo è stato protagonista di una piccola zuffa con il compagno di squadra Steinþór Þorsteinsson, durante un allenamento: i due sono stati separati dagli altri giocatori.
Il 21 agosto 2014 ha rinnovato il contratto che lo legava al Sandnes Ulf per altri due anni e mezzo. Helle ed il suo Sandnes Ulf hanno giocato nella massima divisione norvegese fino al termine del campionato 2014, in cui la squadra si è classificata al 16º posto finale, retrocedendo pertanto in 1. divisjon.
Il giocatore è rimasto in squadra fino al mese di agosto 2016, congedandosi dal Sandnes Ulf con 115 presenze e 16 reti tra tutte le competizioni.

#### La fase finale della carriera
Il 22 luglio 2016, il Bryne ha reso noto d'aver ingaggiato Helle, che è tornato in squadra per la terza volta in carriera ed ha scelto di vestire la maglia numero 33. Il 31 luglio ha disputato la prima partita, nel pareggio interno per 1-1 contro il Ranheim. Il 24 agosto sono arrivate le prime reti, con una doppietta nella vittoria per 4-3 sul Levanger. Ha totalizzato 13 presenze e 5 reti nel corso di quella porzione di annata, conclusasi con la retrocessione in 2. divisjon al termine della 30ª ed ultima giornata del campionato. Helle ha contestualmente chiuso l'attività agonistica.

## Statistiche

### Presenze e reti nei club
Statistiche aggiornate al 2 novembre 2016.
| Stagione           | Club               | Campionato         | Campionato | Campionato | Coppe nazionali | Coppe nazionali | Coppe nazionali | Coppe continentali | Coppe continentali | Coppe continentali | Supercoppe | Supercoppe | Supercoppe | Totale | Totale |
| Stagione           | Club               | Comp               | Pres       | Reti       | Comp            | Pres            | Reti            | Comp               | Pres               | Reti               | Comp       | Pres       | Reti       | Pres   | Reti   |
| ------------------ | ------------------ | ------------------ | ---------- | ---------- | --------------- | --------------- | --------------- | ------------------ | ------------------ | ------------------ | ---------- | ---------- | ---------- | ------ | ------ |
| 2004               | Ålgård             | 2D                 | ?          | ?          | CN              | ?               | ?               | -                  | -                  | -                  | -          | -          | -          | ?      | ?      |
| 2005               | Ålgård             | 2D                 | ?          | ?          | CN              | ?               | ?               | -                  | -                  | -                  | -          | -          | -          | ?      | ?      |
| gen.-ago. 2006     | Ålgård             | 2D                 | ?          | ?          | CN              | ?               | ?               | -                  | -                  | -                  | -          | -          | -          | ?      | ?      |
| Totale Ålgård      | Totale Ålgård      | Totale Ålgård      | ?          | ?          |                 | ?               | ?               |                    | -                  | -                  |            | -          | -          | ?      | ?      |
| ago.-dic. 2006     | Bryne              | 1D                 | 12+2       | 3+0        | CN              | -               | -               | -                  | -                  | -                  | -          | -          | -          | 14     | 3      |
| 2007               | Bryne              | 1D                 | 27         | 7          | CN              | ?               | ?               | -                  | -                  | -                  | -          | -          | -          | 27+    | 7+     |
| 2008               | Bryne              | 1D                 | 27         | 6          | CN              | ?               | ?               | -                  | -                  | -                  | -          | -          | -          | 27+    | 6+     |
| 2009               | Bryne              | 1D                 | 29         | 14         | CN              | 2+              | 1+              | -                  | -                  | -                  | -          | -          | -          | 31+    | 15+    |
| gen.-ago. 2010     | Bryne              | 1D                 | 15         | 17         | CN              | 3               | 4               | -                  | -                  | -                  | -          | -          | -          | 18     | 21     |
| ago.-dic. 2010     | Stabæk             | ES                 | 7          | 2          | CN              | -               | -               | -                  | -                  | -                  | -          | -          | -          | 7      | 2      |
| 2011               | Bryne              | 1D                 | 28         | 8          | CN              | 1               | 0               | -                  | -                  | -                  | -          | -          | -          | 29     | 8      |
| gen.-ago. 2012     | Bryne              | 1D                 | 16         | 4          | CN              | 2               | 1               | -                  | -                  | -                  | -          | -          | -          | 18     | 5      |
| ago.-dic. 2012     | Sandnes Ulf        | ES                 | 12+2       | 1+1        | CN              | -               | -               | -                  | -                  | -                  | -          | -          | -          | 14     | 2      |
| 2013               | Sandnes Ulf        | ES                 | 27         | 6          | CN              | 1               | 2               | -                  | -                  | -                  | -          | -          | -          | 28     | 8      |
| 2014               | Sandnes Ulf        | ES                 | 24         | 0          | CN              | 1               | 0               | -                  | -                  | -                  | -          | -          | -          | 25     | 0      |
| 2015               | Sandnes Ulf        | 1D                 | 29         | 4          | CN              | 2               | 0               | -                  | -                  | -                  | -          | -          | -          | 31     | 4      |
| gen.-lug. 2016     | Sandnes Ulf        | 1D                 | 14         | 1          | CN              | 3               | 1               | -                  | -                  | -                  | -          | -          | -          | 17     | 2      |
| Totale Sandnes Ulf | Totale Sandnes Ulf | Totale Sandnes Ulf | 106+2      | 12+1       |                 | 7               | 3               |                    | -                  | -                  |            | -          | -          | 115    | 16     |
| lug.-dic. 2016     | Bryne              | 1D                 | 13         | 5          | CN              | -               | -               | -                  | -                  | -                  | -          | -          | -          | 13     | 5      |
| Totale Bryne       | Totale Bryne       | Totale Bryne       | 167+2      | 64+0       |                 | 8+              | 5+              |                    | -                  | -                  |            | -          | -          | 177+   | 69+    |
| Totale             | Totale             | Totale             | 280+4+     | 78+0+      |                 | 15+             | 8+              |                    | -                  | -                  |            | -          | -          | 299+   | 86+    |

## Palmarès

### Individuale
- Capocannoniere della 1. divisjon: 1

2010 (19 reti)